# Soul Train Music Awards
Les Soul Train Music Awards sont des récompenses décernées chaque année aux États-Unis. Elles sont attribuées aux artistes Afro-Américains œuvrant dans le domaine de la musique et du divertissement.

## Histoire
La cérémonie est créée en 1987 par Don Cornelius, le producteur de l'émission de variétés Soul Train. Au fil des années, elle a été présentée notamment par Luther Vandross, Patti LaBelle, Will Smith, Vanessa Williams, ou encore Gladys Knight.
Le trophée remis aux lauréats représente un masque de cérémonie africain. Le jury attribuant les récompenses est composé de professionnels et compte dans ses rangs des programmeurs radio, des personnes travaillant dans des chaînes de magasins culturels et des musiciens.
La chanteuse de dance/pop, Janet Jackson est l'artiste la plus récompensée aux Soul Train Awards, suivie par son frère Michael Jackson et par la chanteuse pop Whitney Houston.
En 2008, la cérémonie n'a pas eu lieu en raison de la grève de la Writers Guild of America de 2007, de la mauvaise santé de Don Cornelius, et de la vente de Tribune Company à l'homme d'affaires Sam Zell qui a entraîné l'arrêt des opérations de Tribune Entertainment. Les droits de Soul Train ayant été acquis par MadVision Entertainment, l'édition 2009 de la cérémonie est retransmise par la chaîne Centric (anciennement BET J). MadVision détient maintenant les droits de rediffusion de Soul Train.
La soirée des Soul Train Music Awards est organisée à Los Angeles jusqu'en 2008. En 2009 la cérémonie se tient au Georgia World Congress Center d'Atlanta. En 2010, elle se déroule de nouveau à Atlanta, au Cobb Energy Performing Arts Centre (en), et est diffusée en différé par les chaînes Black Entertainment Television et Centric.

## Prix décernés

### Actuels
- Meilleur album R'n'B/Soul de l'année
- Meilleure chanson R'n'B/Soul de l'année
- Meilleur nouvel artiste
- Le prix Michael Jackson pour le meilleur clip vidéo R'n'B/Soul ou Rap
- Meilleur album R'n'B/Soul féminin
- Meilleur album R'n'B/Soul masculin
- Meilleur album R'n'B/Soul pour un groupe ou un duo
- Meilleur single R'n'B/Soul féminin
- Meilleur single R'n'B/Soul masculin
- Meilleur single R'n'B/Soul pour un groupe ou un duo
- Meilleur album Gospel
- Meilleur album Jazz
- Meilleur album Rap

### Anciens
- Le prix Sprite pour la meilleure chorégraphie R'n'B/Soul ou Rap
- Meilleur single rap
- Meilleur album solo gospel
- Meilleur album gospel pour un groupe ou un duo
- Meilleur album solo jazz
- Meilleur album jazz pour un groupe ou un duo

### Prix spéciaux
- Prix Quincy Jones pour l'ensemble de la carrière
- Prix Heritage pour l'ensemble de la carrière
- Prix Sammy Davis Jr. pour l'artiste de l'année
- Prix Stevie Wonder pour des réalisations exceptionnelles dans l'écriture de chanson
- Prix Artiste de la décennie pour des réalisations artistiques extraordinaires
- Prix de l'humanitaire

## Records
- Artistes ayant remporté le plus de prix

| Rang          | 1er        | 2e                    | 3e                                                     | 4e                            | 5e                                                                                        |
| ------------- | ---------- | --------------------- | ------------------------------------------------------ | ----------------------------- | ----------------------------------------------------------------------------------------- |
| Artiste       | Bruno Mars | Janet Jackson Beyoncé | Alicia Keys R. Kelly Usher Michael Jackson Anita Baker | TLC Boyz II Men Mary J. Blige | Whitney Houston Luther Vandross Erykah Badu Mariah Carey Toni Braxton Maxwell Lauryn Hill |
| Total de Prix | 13 prix    | 8 prix                | 6 prix                                                 | 5 prix                        | 4 prix                                                                                    |

- Artistes le plus souvent nommés

| Rang              | 1er                    | 2e                    | 3e                              | 4e                                     | 5e                |
| ----------------- | ---------------------- | --------------------- | ------------------------------- | -------------------------------------- | ----------------- |
| Artiste           | R. Kelly Janet Jackson | Mary J. Blige Beyoncé | Whitney Houston Luther Vandross | Boyz II Men Michael Jackson Bruno Mars | Alicia Keys Usher |
| Total Nominations | 19 nominations         | 18 nominations        | 16 nominations                  | 15 nominations                         | 13 nominations    |